# Desa Lenggahsari
Desa Lenggahsari är en administrativ by i Indonesien.   Den ligger i provinsen Jawa Barat, i den västra delen av landet, 30 km nordost om huvudstaden Jakarta.